# آدم كلاين
آدم كلاين (بالإنجليزية: Adam Kline)‏ هو سياسي أمريكي، ولد في 27 أكتوبر 1944 في الولايات المتحدة. حزبياً، نشط في الحزب الديمقراطي. وقد انتخب عضو مجلس ولاية واشنطن ( – 2015).